# Varybóbi
Varybóbi (Varympompi) är en ort i Grekland.   Den ligger i prefekturen Nomarchía Anatolikís Attikís och regionen Attika, i den sydöstra delen av landet, 18 km norr om huvudstaden Aten. Varybóbi ligger 298 meter över havet och antalet invånare är 1 377.
Terrängen runt Varybóbi är varierad.Runt Varybóbi är det mycket tätbefolkat, med 2 521 invånare per kvadratkilometer. Närmaste större samhälle är Aten, 17,5 km söder om Varybóbi. Runt Varybóbi är det i huvudsak tätbebyggt.